# Коротка літературна енциклопедія
Коротка літературна енциклопедія — (рос. Краткая литературная энциклопедия) — літературна енциклопедія у 9 томах, що вийшла у видавництві «Радянська енциклопедія» у 1962—1978 роках. Основні 8 томів вийшли у 1962—1975 роках, додатковий 9-й том — у 1978 році.
У енциклопедії понад 10 тисяч статей, алфавітний покажчик налічує близько 35000 імен, назв і термінів.
У передмові до першого тому сказано, що енциклопедія названа короткою, оскільки «не є вичерпним зведенням літературних знань» і що створення фундаментальної літературної енциклопедії — «справа майбутнього», проте повніша літературна енциклопедія згодом так і не була видана.